# Heinrich Justi (Politiker, 1876)
Heinrich Johann Justi (* 12. Februar 1876 in Lützelwig; † 6. April 1945 ebenda) war ein deutscher Landwirt, Gutsbesitzer und Politiker (DNVP, CNBL).

## Leben
Der Sohn eines Landwirtes durchlief eine landwirtschaftliche Ausbildung und übernahm 1904 das väterliche Gut in Lützelwig. Neben seiner beruflichen Tätigkeit war er Vorsitzender des landwirtschaftlichen Kreisvereins und stellvertretender Vorsitzender des Kreisbauernvereins in Homberg sowie Vorstandsmitglied der Landwirtschaftskammer in Kassel. Außerdem gehörte er der Kirchenregierung der Evangelischen Landeskirche in Hessen-Kassel an. Später war er Inhaber eines Holzhandelsgeschäftes.
Justi trat in die Deutschnationale Volkspartei (DNVP) ein. Er war Bürgermeister in Lützelwig, Mitglied des Kreistages und des Kreisausschusses im Kreis Homberg und Mitglied des Landesausschusses in Kassel. Von 1919 bis 1926 war er Abgeordneter des Kommunallandtages Kassel und des Provinziallandtages der Provinz Hessen-Nassau. Im Dezember 1924 wurde er in den Preußischen Landtag gewählt und im Mai 1928 erfolgte seine Wiederwahl. Er verließ im August 1930 die Fraktion der Deutschnationalen, war dann zunächst fraktionsloser Abgeordneter und schloss sich am 14. Oktober 1930 als Mitglied der Christlich-Nationalen Bauern- und Landvolkpartei (CNBL) der Deutschen Fraktion an. Nach seiner Rückkehr zu den Deutschnationalen war er ab 20. Januar 1932 wieder Mitglied der DNVP-Landtagsfraktion. Noch im gleichen Jahr schied er mit Ablauf der Legislaturperiode aus dem Parlament aus. Im Preußischen Landtag vertrat er den Wahlkreis 19 (Hessen-Nassau).